# کوشه (کوهسرخ)
کوشه روستایی از توابع بخش مرکزی شهرستان کوهسرخ در استان خراسان رضوی است و این روستا در دهستان کوه سفید قرار دارد. فاصله روستا تا ریوش ۳ کلیومتر است و بر اساس سرشماری نفوس و مسکن سال ۱۳۹۵ جمعیت آن ۱۲۵۱ نفر (۳۷۰ خانوار) بوده است. اماکن دیدنی روستای کوشه، قنات کوشه، آبکوه، آیشک کوشه است.